# Краснолука
Краснолука (укр. Краснолука) — село в Лановецкой городской общине Кременецкого района Тернопольской области Украины.
До 2020 года входило в Лановецкий район.
Код КОАТУУ — 6123884201. Население по переписи 2001 года составляло 579 человек.

## Географическое положение
Село Краснолука находится на левом берегу реки Горынь,
ниже по течению на расстоянии в 1,5 км расположено село Юськовцы,
на противоположном берегу — город Лановцы и село Нападовка.
Через село проходит автомобильная дорога Р-43.

## История
- 1560 год — дата основания.

## Объекты социальной сферы
- Школа I ст.
- Фельдшерско-акушерский пункт.

## Достопримечательности
- Братская могила советских воинов.